# Saison 3 de BoJack Horseman
 (février 2017).
Si vous disposez d'ouvrages ou d'articles de référence ou si vous connaissez des sites web de qualité traitant du thème abordé ici, merci de compléter l'article en donnant les références utiles à sa vérifiabilité et en les liant à la section « Notes et références ».
Chronologie
Saison 2 de BoJack Horseman Saison 4 de BoJack Horseman
Cette page recense les épisodes de la 3e saison de la série télévisée BoJack Horseman.

## Liste des épisodes

### Épisode 1:Un rêve se réalise
- Alan Arkin
- Diedrich Bader
- Angela Bassett
- Jake Johnson
- Greg Kinnear
- Natasha Leggero (en)
- Elvis Mitchell
- Patton Oswalt
- Mara Wilson

Le film achevé, BoJack doit en assurer la promotion même s’il a été remplacé totalement par son double numérique en secret. Le cheval essaye de contrôler ses sarcasmes et sa fatigue de devoir répondre pendant des heures aux questions identiques posées par les journalistes.
Débordée par son travail maintenant qu'elle s'est réapproprié le projet d'agence de Rutabaga, Carolyn demande à Bo d’assurer en plus une interview pour un magazine alors que Ana, l’attachée de presse engagée pour conduire Bo aux Oscars, doute de la pertinence de la chose, ne l’estimant pas encore prêt. Bo assure pouvoir gérer le calendrier serré. Il découvre Todd enfermé dans sa valise, étant tombé dedans au moment où Bo faisait ses bagages pour aller à New York. Ana l’envoie chercher des glaçons pour s’en débarrasser et Todd se perd dans l’hôtel.
Pressée, Carolyn fait une conférence téléphonique avec Peanut et Salinger en même temps. Malgré le succès de son show, Salinger décide de quitter la réalisation, estimant n’avoir plus d’histoires à y raconter, ce qui entraîne la suppression de l’émission.
À New York, Bo assiste à une représentation théâtrale expérimentale et retrouve pour l’occasion Jill, une amie avec qui il a travaillé brièvement. Cette dernière se montre inquiète au sujet de son ancien amant et partenaire CuddleWhiskers, qui ne donne plus signe de vie depuis six mois, et lui fait promettre de prendre de ses nouvelles à son retour en Californie. Bo hésite à accepter le rôle principal de sa prochaine création, voulant donner la priorité à la course aux Oscars afin de laisser un héritage artistique après sa mort.
Carolyn déprime quand Salinger décide de quitter l’agence pour rejoindre son rival Rabinowitz qu’elle a éconduit des semaines plus tôt. Elle décide de pousser Peanut à trouver de nouvelles idées pour une prochaine émission TV et ce dernier commence par kidnapper son ancien comptable afin d’avoir un avis sur la question. Prenant son avis farfelu comme argent comptant, Peanut décide de commander des centaines de passoires pour faire un show TV avec.
L’interview nocturne de Bo se passe bien mais il succombe aux charmes débordants de la journaliste et finit au lit avec elle. Bo perd cependant ses moyens quand la journaliste mentionne un bateau, ce qui bloque Bo qui se souvient de sa soirée avec la fille de son amie au Nouveau-Mexique. Le lendemain, il se rend compte qu’il a avoué, complètement saoul, qu’un acteur numérique a tenu son rôle et en informe Ana qui prend les choses en main pour éviter le scandale.

### Épisode 2:La Série de BoJack Horseman
- Jessica Biel (elle-même)
- Wyatt Cenac
- Fielding Edlow
- Jorge Garcia (lui-même)
- Mike Hollingsworth
- Abbi Jacobson
- Melissa Leo
- Russel Peters
- Mara Wilson
- Jeffrey Wright

Année 2007. Après une nuit agitée, Bo et Carolyn s’éveillent après leur première nuit passée ensemble.
Ils conviennent que ce n’était qu’une histoire d’un soir et décident de ne pas poursuivre la relation plus loin, bien qu'ils continuent à coucher ensemble par la suite.
Encore au lycée, Todd se fait draguer par Emily, une camarade de classe qui n’arrive pas à faire comprendre ses sentiments à un Todd très timide. Peanut est marié à Jessica Biel, sa seconde épouse, qui a du mal à accepter le fait qu’elle ne soit pas plus reconnue dans la rue que son mari. Diane travaille comme serveuse dans un coffee shop où elle est satisfaite de recevoir des lettres de refus du New Yorker, signe selon elle qu’au moins une personne a lu ses écrits.
Carolyn n’est que l’assistante du vieux Marv, l’agent de Bo qui passe son temps à rejeter des scripts dont les titres ont plus de deux mots sans les lire. Carolyn sauve le dernier script en en changeant le titre, suggérant Bo pour le rôle-titre, ce qui fait rire Marv qui ne croit plus en Bo depuis longtemps. Carolyn fait boire Bo pour le forcer à rencontrer CuddleWhiskers dont le projet de série l’a séduite, estimant que si elle arrive à convaincre Bo de jouer, Marv lui donnera enfin la promotion dont elle rêve.
Cuddle trouve les mots pour intéresser Bo malgré tout en lui proposant une série atypique capable de laisser une trace dans l’histoire de la télévision, ce dont rêve Bo depuis la fin de Horsin’ Around. Toutefois son manque de confiance le fait hésiter, au grand dam de Carolyn. Emily arrive enfin à se faire embrasser par Todd qui lui avoue n’avoir encore jamais embrassé quelqu’un avant. Bo se décide enfin mais Marv s’en attribue tout le mérite.
Deux mois plus tard, Bo participe aux premières écritures de la série qui recueille de premières critiques favorables et les producteurs sont ravis. Diane arrive enfin à faire publier une nouvelle dans un journal numérique. Devant la satisfaction des producteurs, Bo estime que sa future série est trop consensuelle, pourrait aller plus loin que prévu et pousse Cuddle à réécrire l’épisode pilote pour dépasser sa prestation dans Horsin’ Around et aller vers quelque chose de plus subversif. Carolyn pousse Marv à la promouvoir. À sa grande surprise, ce dernier démissionne et lui laisse enfin sa place, s’estimant trop vieux et trop malade pour continuer sa carrière. La nuit suivante, Bo apporte un lot d’idées osées et provocantes pour sa série que Cuddle retranscrit, heureux d’être en phase avec le cheval dans sa vision de l’avenir des séries TV.
Emily est sur le point de coucher avec Todd mais quand le père de celle-ci revient plus tôt que prévu, Todd s’enfuit, usant de la pellicule originale du dernier épisode de Les Soprano comme d’une corde, la brisant et détruisant la fin.
Carolyn se montre heureuse de voir Bo reprendre goût au travail d’acteur. Peanut et sa femme finissent par se séparer après une violente dispute et se console en reconnaissant Diane qui travaille aussi comme serveuse, se liant d’amitié avec elle.

### Épisode 4:Comme un poisson hors de l'eau
- Angela Bassett

Afin d’être un concurrent crédible dans la course aux Oscars, Secrétariat doit être montré dans au moins un grand festival. Comme BoJack est haï de Robert Redford, il ne peut aller à Sundance et comme Cannes est hors de question depuis ses propos sur les Français, Bo n’a plus que le festival du film sous-marin du Pacifique pour y présenter son film.
Arrivé à son hôtel, Bo essaye de s’adapter aux contraintes de la vie sous-marine. Le tête enfermée dans un casque bocal, il s’aperçoit vite qu’il ne peut ni manger, ni boire ou fumer, ni même parler à quiconque si ce n’est par signes. Il apprend avec un grand dépit que Kelsey est invitée également, et il craint de la rencontrer après avoir été responsable de son renvoi sur son film.
Bo est triste de voir que Kelsey n’a aucun succès et qu’elle n’arrive pas à vendre son film. Il veut lui laisser un message écrit mais elle quitte le salon avant qu’il ne puisse le lui donner. Il la retrouve dans la rue mais est emporté par un banc de sardines qui le fait monter dans un bus. Coincé par les passagers, Bo doit attendre le terminus pour descendre. Il est alors interpellé par un hippocampe sur le point de donner naissance à ses petits. Bo est contraint de l’aider avant que le nouveau père ne parte avec ses enfants. Descendu du bus, Bo constate avec dépit que le service est terminé et qu'il doit rentrer à pieds. Bo s'aperçoit alors qu’un petit s’est accroché à lui. Il tente de s’en défaire mais réalise qu’il ne peut pas abandonner le petit hippocampe. Il tente alors de retrouver le père dont il connaît le lieu de travail grâce au logo sur sa veste.
Faute d’argent, Bo vole du lait pour bébé hippocampe, ainsi qu’un magazine porno, ce qui lui attire l’inimitié du requin vendeur. Il rejoint l’usine, mais après la fin du service du père qui rentre chez lui. Bo provoque la destruction de l’usine par sa maladresse mais arrive enfin à rejoindre le père à qui il rend son enfant, un peu déçu tout de même de se séparer du bébé auquel il s’est attaché.
Bo arrive bien après la fin de la projection de son film et ne peut que se rendre à la soirée mondaine pour y faire acte de présence. Il est satisfait tout de même en apprenant que le film a eu un grand succès et qu’il peut consommer de l’alcool en l’ingérant directement sous forme de suppositoire. Bo y retrouve Kelsey et tente de lui passer un nouveau message. Mais quand Kelsey ouvre enfin le papier, l’encre s’est dissoute dans l’eau et a rendu le message de soutien illisible. Croyant à une mauvaise plaisanterie, Kelsey part.

### Épisode 5:L'Amour et/ou le Mariage
- Diedrich Bader
- Lorraine Bracco
- Emily Deschanel (elle-même)
- Raúl Esparza
- Dave Franco (Alexi)
- Abbi Jacobson
- Patton Oswalt
- Tessa Thompson

C’est le jour de la sortie du film et Bo panique, craignant l’échec commercial et les critiques. De plus, Todd ne l'aide pas en le lui rappelant continuellement. Heureusement, les premiers résultats de la Côte Est sont très bons et le moral de Bo remonte en flèche.
Peanut et Diane sont reçus par leur conseiller conjugal chez qui Diane confesse toujours avoir des difficultés à exprimer verbalement ses sentiments envers son mari.
Voyant que sa patronne est toujours aussi stressée, l’assistant de Carolyn lui planifie quelques blind dates afin qu’elle puisse se changer les idées le soir venu. La plupart des rencontres sont un désastre jusqu’au moment où elle fait la connaissance d’une souris sympathique avec qui elle se lie d’amitié.
Bo profite de sa nouvelle notoriété en tant qu’acteur reconnu pour s'inviter dans les grands bars, se payant le luxe de faire éjecter Kiefer Sutherland de sa place au bar des célébrités. Todd, qui l’accompagne, retrouve par hasard Emily, qu’il n’a plus revu depuis le lycée. Elle l’invite à une répétition de dîner de mariage où son ex se marie avec une autre femme après avoir changé de sexe pour en devenir une aussi. Bo en profite pour s’inviter à la répétition.
Diane est d’accord pour faire des efforts pour s’exprimer plus souvent, mais elle admet que son enfance dans une famille qui l’a délaissée continuellement n’aide pas vraiment. Elle reçoit alors une invitation à une soirée donnée par un groupe de rap dont elle gère le compte Twitter.
Bo fait un malheur à la répétition de mariage, le père d'une des mariées étant un grand fan de la série du cheval. Toutefois son message pour les futures mariées est mal interprété et fait que l’une des fiancées décide d’annuler le mariage et de rompre, au grand dam du public.
Au cours de la soirée, Diane apprend qu’elle a été confondue avec une autre Diane et invitée par erreur. Déprimée, elle décide de goûter aux bonbons magiques proposés par ses hôtes pour se détendre et pour apprendre à mieux communiquer en faisant partie du groupe de drogués. 
Quand la drogue fait enfin effet, Diane se sent si heureuse qu’elle rejoint Peanut malgré son état pour lui dire enfin ce qu’elle ressent et qu’elle ne pouvait pas prononcer avant.
Emily essaye d’en savoir plus sur la vie amoureuse de Todd, ayant toujours le béguin pour lui et l’appréciant d’autant plus qu’il lui donne une idée de société révolutionnaire. Bo veut l’aider à conclure en lui laissant sa clé de chambre, au grand plaisir d’Emily, mais Todd préfère noyer le poisson en s'alcoolisant au-delà du raisonnable.
Le père de la mariée supplie Bo de parler à sa fille afin qu’elle change d’avis. Bo accepte malgré ses propres doutes. Il arrive cependant à se faire comprendre auprès de la mariée, en lui parlant à demi-mot de sa propre vie sentimentale, et elle accepte de reprogrammer le mariage. Todd essaye quant à lui de trouver une bonne excuse pour fuir Emily et se prétend malade pour la pousser à renoncer.

### Épisode 6:Tchak-tchak pan-pan
- Angela Bassett
- Nicole Byer
- Patrick Carney
- Adam Conover
- Daniele Gaither
- Leonard Maltin
- Jay Mohr
- Keith Olbermann

De retour de l’hôpital, Diane et Peanut conviennent que ne voulant pas d’enfant, l’avortement s’impose.
Pour Bo, la longue route des Oscars commence avec les premiers prix décernés lors des 48 soirées qui précèdent la cérémonie principale. Bo est déçu de perdre à la première mais Ana est quant à elle certaine qu’il gagnera à la fin. Bo essaye de parler avec Diane mais cette dernière passe sa soirée à envoyer des tweets pour ses clients. Distraite par Bo, elle finit par envoyer un tweet par accident disant qu’elle va se faire avorter avec le compte de la star Sextina Aquafina, ce qui déclenche une tempête médiatique en raison du très jeune âge de la star.
Sextina veut virer Diane mais les retours du tweet s’avèrent très favorables pour la star et cette dernière comprend qu’elle peut l’utiliser pour sa carrière, au grand dam de Diane. Cette dernière se prépare à la procédure malgré un médecin qui cache peu ses tendances pro-vie.
Bo est encore plus déçu en perdant à la seconde soirée de récompenses, surtout que le vainqueur lui dit qu’il est certain qu’il ne gagnera rien en raison du manque de charisme de son prénom.
Sextina semble prendre son rôle de porte-parole de l’avortement au sérieux selon Diane, mais elle en profite aussi pour vendre un nouveau single provoquant sur l'avortement, même pour elle.
Énervé par l’attention médiatique portée sur ses concurrents et non sur lui-même, Bo décide de piéger un par un ses rivaux. Il se déguise en chauffeur de limousine pour tabasser ses adversaires en toute impunité. Il se rend alors compte qu'Ana travaille pour tous les nommés, ce qui lui assure la victoire au moment des récompenses. Bo la renvoie sur le champ au grand dam d’Ana, qui n’a jamais vécu un tel affront.
Diane aimerait que Sextina prenne l’avortement plus au sérieux mais ses sermons ne font que lui donner d’autres idées, comme de diffuser en live son avortement en pay-per-view afin de lui assurer une plus grande publicité encore. Carolyn est enthousiaste à l’idée, et fait comprendre à Diane que son énervement est dû à sa propre grossesse et à son conflit intérieur entre son désir d’avorter et celui de pouvoir fonder une famille.
Diane pense à contacter les médias et à vendre la mèche. Toutefois une jeune femme rencontrée dans la salle d'attente de la clinique fait comprendre à Diane tout le bien que Sextina a apporté aux jeunes femmes fragiles à qui elle a finalement donné du courage. Diane comprend aussi qu’elle écoute les paroles de Sextina au premier degré, alors que ses fans estiment qu’il ne faut pas les prendre au sérieux et que l’humour noir permet de contrer la peur d’avorter.
Ana revient voir Bo et lui annonce qu’elle a renoncé à tous ses contrats pour ne représenter que lui, car elle estime que le faire gagner représentera un véritable défi pour elle. Impressionné, Bo accepte et Ana lui offre une délicate masturbation pour le remercier, mais elle fait vite pression dans tous les sens du terme pour faire lui comprendre qu’il aura des soucis s’il la renvoie encore.

### Épisode 7:Désabonnez-moi!
- Caleb Bark
- Angela Bassett
- Candice Bergen
- Fielding Edlow
- Abbi Jacobson
- Margo Martindale
- J.K. Simmons
- Anna Deavere Smith

Au petit matin, Bo se réveille sur sa terrasse, coiffé d'une tête de Todd géante en papier mâché. Alors que Todd et son amie Emily installent les locaux de leur nouvelle entreprise dans le salon de Bo, ce dernier s’énerve en trouvant à nouveau un journal auquel il n’est pas abonné sur son pas de porte. Il essaye de se faire comprendre au service des réclamations mais son appel échoue au plus haut niveau du journal où la directrice prend la liberté de commencer une psychanalyse de Bo.
La directrice s’étonne que Bo ne proteste qu’après 6 mois de réception du journal. Celui-ci explique qu’il est plus énervé par le fait que Todd ait commencé à l’utiliser pour se faire une tête géante afin de protéger la maison contre des intrusions nocturnes dont Bo n’est pas au courant. Todd est quant à lui concentré sur le lancement de son entreprise, un service de femmes conductrices pour reconduire les femmes chez elles sans avoir à subir les harcèlements de chauffeurs masculins.
Bo admet avoir laissé Todd faire pour se déculpabiliser d’avoir couché avec Emily après que Todd s'est refusé à elle. La gêne de Bo en présence d’Emily fait comprendre à Todd qu’il y a un problème, même s’il ne sait pas la vérité. Bo est effrayé de voir la directrice du journal le comprendre aussi bien et il préfère rejoindre une réunion de marketing ennuyeuse plutôt que de continuer à faire valoir son bon droit. BoJack se retrouve devant les projets de flyers promotionnels du film et accroche à un concept simple : un miroir avec les mots « Vous êtes Secrétariat ». 
Le lendemain, Bo continue sa cure psychanalytique, expliquant son envie d’aller de l’avant, bien que sachant que son mauvais caractère le pousse toujours à tout détruire de lui-même. Bo admet coucher aussi avec Ana, déplorant le fait qu’elle contrôle sa vie entière pour la campagne des Oscars, alors que lui ne sait rien d’elle. Incapable de dormir, Bo veut se réfugier sur son bateau mais il trouve les lieux occupés par Margo, l’ancienne actrice au centre de ses plans contre Todd et pour reprendre le contrôle du tournage de son film, qui y a élu domicile pour échapper à la police. BoJack comprend alors que c'est elle qui pille le frigo la nuit.
Bo reconnaît ensuite avoir suivi Ana pour en savoir plus sur elle, ce qui lui a permis de découvrir qu’elle vit dans un appartement minable, loin de ses standards présumés.

### Épisode 8:Vieille Connaissance
- Diedrich Bader
- Maria Bamford (en)
- Angela Bassett
- Rachel Bloom
- Raphael Bob-Waksberg
- Lorraine Bracco
- Kristin Chenoweth
- Adam Conover
- Kristen Schaal
- Ben Schwartz
- "Weird Al" Yankovic

C’est la veille du nouvel an. Rabbinowitz est heureux de voir ses soucis conjugaux terminés et sa femme sur le point d’accoucher. Il apprend alors qu'à la suite d'une défection de dernière minute, une place d’acteur se libère sur une grande franchise à succès. Associé à Vanessa, il pousse son poulain sur le devant de la scène en concurrence directe avec Carolyn qui voit en Bo le dernier espoir de survie de son entreprise.
Bo apprend de Sarah Lynn, sobre et désintoxiquée depuis 8 mois, qu'Ethan, qui interprétait le fils de BoJack dans Horsin' Around, veut faire une suite et que Bo serait le bienvenu malgré sa mort à la fin de la série. Malgré les doutes d’Ana, Bo pense que cela serait une bonne idée. Ethan prend la bienveillance de Bo pour un « oui » franc et massif et Bo n’ose pas refroidir son ardeur.
Peanut emmène enfin Diane au Labrador où il retrouve son frère aîné et ses enfants. Diane est heureuse de rencontrer son beau-frère, mais sent toutefois que quelque chose ne va pas en observant la mélancolie et l'obsession des enfants et du futur du chien quand son frère n'est pas là.
Todd est content du succès de la société et pense ouvrir les réservations aux hommes également. Toutefois, cela dégénère quand les clients commencent à noter les femmes chauffeurs non selon leurs compétences, mais selon leur sex-appeal.
Bo est content de se savoir sur les rangs pour une trilogie car cela lui permettrait de dire « non » à Ethan sans le déshonorer. Pour appuyer la candidature de Bo, Carolyn use de ses relations et contacte une de ses anciennes assistantes et qui travaille désormais avec le réalisateur.
Bo est inquiet quand il apprend qu'Ethan a misé ses dernières économies sur son projet, sans avoir de réponse ferme et définitive de Bo, qui n’arrive pas à se défaire du piège qu’il s’est lui-même tendu. Pour faire en sorte que Bo renonce au rôle, Vanessa et Rabbinowitz poussent Kelsey Jennings à lui parler de son projet, sachant la culpabilité qu'il éprouve envers elle. Bo se montre intéressé mais il doit donner une réponse rapidement car l’option de Kelsey sur le livre qu’elle compte adapter se termine le soir même. Bo se laisse convaincre mais Carolyn fait traîner les choses à force d’exiger de nouvelles garanties financières pour faire capoter le projet et remettre Bo sur le chemin de la trilogie auquel elle croit davantage.
Sur les conseils de Peanut, Todd résout son problème en remplaçant ses chauffeurs par des strip-teaseuses, ce qui comble ses clientes qui se sentent toujours en sécurité et ses clients qui se rincent l’œil en toute impunité.
Carolyn est convaincue de l’avoir emporté contre Vanessa, mais elle est trahie par son ancienne assistante qui a appris de la part de Rabinowitz que Carolyn a en fait poussé la direction à ne pas la promouvoir, afin de s’éviter une trop forte concurrence interne et pour la garder sous ses ordres. 
Ana prend les choses en main et brise les rêves d’Ethan avant que les choses n’aillent trop loin. Bo est mécontent de la chose mais est soulagé au fond.
Diane arrive à convaincre Peanut que quelque chose ne va pas, et son frère aîné lui annonce en effet avoir une tumeur à la rate, et qu’il a peur de son opération à venir.

### Épisode 9:La meilleure chose qui te soit jamais arrivée
- Jamie Clayton
- Baron Vaughn

2007. La presse se déchaine contre le pilote de la nouvelle série de Bojack qui déprime fortement. Carolyn essaye de lui remonter le moral en lui faisant remarquer que c’est le public qui est en cause, et pas lui-même. Le cheval préfère cette version des choses et déclare sa flamme à Carolyn. Celle-ci hésite mais accepte, espérant que Bo ne lui brisera pas le cœur par la suite.
2016. Bo a invité Carolyn dans son restaurant, bien décidé à la renvoyer après qu’elle a fait capoter tous les projets l'impliquant. Carolyn espère convaincre Bo de rester en lui faisant miroiter une foule de projets, mais Bo a pris sa décision et ne veut rien entendre. Carolyn essaye de défendre sa position en lui rappelant tous ses succès passés, mais Bo ne change pas d’avis. Le chef cuisinier qui prenait la commande du duo croit que le renvoi s’adresse à lui et part, furieux, avec la totalité de l’équipe de cuisine composée de membres de sa famille. Bo n’arrive pas à lui faire comprendre sa méprise et se retrouve dans le pétrin, d'autant plus qu'une critique gastronomique est présente et qu’il ne sait pas comment la satisfaire.
Carolyn tente d’aligner les projets qu’elle a en vue, mais Bo est déterminé à mettre un point final à leurs relations professionnelle et amicale. La dispute se poursuit à l’extérieur du restaurant où Carolyn fait remarquer à Bo qu’elle a été la seule à toujours croire en lui, même aux pires moments, quand tout le monde lui conseillait de le lâcher.
Le dernier serveur fait remarquer à Bo que la cuisine est vide et que les clients attendent leurs plats. Bo est contraint de promouvoir le serveur comme chef cuisinier, alors qu’il n’y connait rien.
Bo poursuit sa dispute, répliquant que Carolyn aime en fait se rendre indispensable aux dépens des autres. La dispute se déplace sur le plan personnel, ce qui blesse Carolyn d’autant plus qu’elle sait qu’il a raison. Cette dernière est furieuse quand Bo admet avoir consulté Ana sur sa décision et elle attaque Bo en public, faisant fuir les clients à l’exception de la critique et d’une mère célibataire et de ses enfants. Carolyn fait remarquer à Bo que son caractère pourri lui fait ne retenir que les mauvaises critiques sur sa personne alors qu’il a de nombreuses qualités qu’elle énumère.
Le nouveau chef est contraint de mettre à contribution la dernière cliente. Celle-ci accepte de bonne grâce, laissant son enfant préparer son meeting professionnel à sa place.
Bo admet qu’il est incapable d’aimer qui que ce soit et qu’il apprécie toujours Carolyn malgré sa lourde faute, admettant ses propres limites et son mauvais caractère. Carolyn veut aider en cuisine mais Bo rejette son offre. Carolyn part avant de faire demi tour pour lui imposer son aide, sachant préparer le plat demandé par la critique. Bo en apprend plus sur la vie passée de Carolyn, qui admet que son agence ne se porte pas bien. Lors de la discussion, elle comprend qu’être agent et directeur d’agence sont deux métiers différents. Bo lui fait remarquer que si elle est douée pour être agent, alors elle ne devrait pas être directrice si cela la rend malheureuse. Il admet toujours l’aimer, même s’il est conscient que ce ne sera jamais assez aux yeux de son amie qui en demande plus.
La critique adore le plat servi, mais Bo la jette dehors quand il comprend qu’elle ne représente qu’un blog personnel.

### Épisode 10:C'est toi
- Diedrich Bader
- Angela Bassett (Ana Spanakopita)
- Kate Berlant
- Kevin Bigley
- Fielding Edlow
- Raúl Esparza
- Mike Hollingsworth
- "Weird Al" Yankovic (Captain Peanutbutter)
- Constance Zimmer

La soirée des nominations aux Oscars est arrivée et Peanut est désigné à la dernière minute pour remplacer le présentateur choisi au départ. Après plus d’une demi-heure de retard, Peanut annonce une liste croquignolesque où Bo est nommé comme meilleur acteur. À son grand désarroi, le cheval ne ressent pas de changement intérieur.
Faisant une crise de panique, Bo étouffe et Ana le calme en lui confiant comment elle a échappé à une noyade en se calmant quand elle était jeune. Bo reprend confiance et organise une grande fête chez lui, où il ne se fixe pas de limite. Il reçoit même une Tesla gratuite qu’il fait garer dans son salon. Diane s’invite à la fête car elle sait combien il est capable de se faire du mal quand quelque chose de bien lui arrive. BoJack remarque que le travail de Diane lui porte sur les nerfs, la forçant à être ce qu’elle n’est pas. Diane lui fait remarquer qu'il ne connait même pas les noms de ses invités. Elle lui fait aussi remarquer qu’elle le connait assez pour savoir qu’en cas de succès, il se sentira encore plus seul et isolé que jamais. Bo ne veut pas admettre que Diane a raison et tente de savoir quels sentiments Ana a pour lui. Toutefois, comprenant de quel sujet Bo veut discuter, Ana préfère partir pour poursuivre la campagne des votes. Déprimé, BoJack essaye de garder le moral et finit par conduire sa Tesla droit dans sa piscine, où il manque de se noyer pour de bon. Peanut vient à son secours et lui annonce qu'il a une mauvaise nouvelle à lui avouer.
Une semaine plus tôt, Todd et Peanut cherchent de nouveaux locaux pour leur compagnie, mais Peanut est déprimé à cause de la maladie de son frère. Carolyn doit renvoyer Diane, ne pouvant plus payer sa dernière employée. Sur les conseils de son frère, Peanut accepte de présenter la cérémonie des nominations, à condition de toujours rester en contact durant son traitement. Le jour venu, Peanut reçoit un appel de son frère alors qu’il est sur le point de monter sur scène. L’émotion lui fait lâcher le téléphone au sol et celui-ci file dans le couloir à cause du mode vibreur. Peanut poursuit le téléphone jusque dans les égouts et les autres immeubles avant de pouvoir décrocher et apprendre que l’opération s’est bien passée. Rassuré, Peanut se rend compte qu’il a perdu l’enveloppe contenant les noms des nommés pendant sa course. Ne disposant d’aucun double, il établit sa propre liste de nominations avec l’aide de Todd, qui refuse cependant de nommer Bo au titre du meilleur acteur, ne supportant plus la facilité avec laquelle BoJack obtient tout ce qu’il veut sans s’en rendre compte et sans rien donner en retour.
De retour au temps présent, Peanut annonce à Bo qu’il n’est pas nommé en fin de compte, ce qui fait fuir les participants à la soirée.
Malgré ses efforts, Carolyn doit fermer son agence. Déprimée, elle reprend contact avec Stilton, qui se montre ravi de la reprise de contact. Diane se rend compte que son attachement pour Bo est plus fort qu’elle ne veut bien l’admettre, et préfère commencer un scandale dans un restaurant plutôt que d’admettre son attachement envers le cheval.

### Épisode 11:Faut pas déconner, mec!
- Angela Bassett
- Raphael Bob-Waksberg
- Ilana Glazer
- Wiz Khalifa (lui-même)
- Kristen Schaal (Sarah Lynn)
- Neil deGrasse Tyson (la voix du planétarium)
- Rufus Wainwright
- Mara Wilson
- Jeffrey Wright

Sarah Lynn s’éveille le matin de son 9e mois de sobriété totale, et elle se prépare à une bonne journée quand Bo lui propose de boire pour oublier sa non-nomination. Heureuse de l’invitation, Sarah le fait venir pour briser enfin la routine ennuyeuse dans laquelle elle s’était enfermée en dévastant la maison pour retrouver ses drogues et alcools cachés.
Déprimé par le fait que personne ne soit venu le réconforter après son échec aux Oscars, Bo est amer et va voir Sarah pour se changer les idées. Au cours de la soirée, Bo se rend compte que la grande consommation d'alcool et de drogue ont causé plusieurs blackouts et il a oublié une bonne partie de la journée. Il se réveille ensuite au beau milieu d’une réunion des AA, où Sarah essaye d’avoir son badge des 9 mois de sobriété. Inquiet d’avoir encore vécu un blackout, Bo finit par ruiner la réunion en prenant la parole. Bo admet que ce qui le ronge est de ne pas savoir ce qu’il est advenu de Penny, qu’il craint d’avoir traumatisé lors de son excursion au Nouveau Mexique.
Sarah pousse Bo à faire le tour de ses connaissances pour s’excuser de son comportement, afin de se sentir mieux ensuite. Toutefois son niveau d’alcool est tel que Bo ne fait qu’empirer sa situation, ayant ruiné la maison de Peanut et Diane dans leurs délires alcooliques. Sur la route, Bo veut s’excuser auprès de Todd et prend un enfant de 5 ans pour ce dernier, passant son temps à l’effrayer sans s’en rendre compte. Il rejoint Ana et passe son temps à essayer de se souvenir de ce dont elle a bien voulu lui parler, victime de pertes de mémoires à répétition.
Les jours passent et Bo ne se sort pas de ses délires d’alcool et de drogues, étant incapable de voir qu’il se ridiculise complètement devant Carolyn. De plus, il ne comprend pas qu’Ana a rompu toutes relations avec lui car elle est certaine qu’il finira par l’emporter dans sa chute.
Bo s’éveille sur la route de l’Ohio, où Sarah lui apprend qu’ils sont en route pour voir Penny, qui y fait ses études. Penny semble heureuse et équilibrée à première vue, ce qui ravit Bo. Il commet alors l’erreur d'aller la voir pour la féliciter et Penny s’enfuit, traumatisée, au plus grand désarroi de BoJack.
De retour à Los Angeles, Bo apaise sa conscience avec l’héroïne que Sarah a trouvé dans sa voiture. Ses hallucinations le renvoient en 2007, lorsqu’il a essayé de sauver son show en invitant Sarah Lynn, alors jeune pop-star, à jouer avec lui.
Bo finit par admettre qu’il aime Sarah Lynn de tout son cœur. Mais cette dernière est occupée à célébrer son succès aux Oscars, où une de ses chansons obtient un prix, à sa grande surprise.
Sarah déprime quand elle admet malgré sa joie d’avoir gagné, qu’elle déteste ce qu’elle est devenue, corps et âme. BoJack l’emmène au planétarium pour lui remonter le moral, mais quand le spectacle se termine, Bo s’aperçoit que le cœur de la jeune femme a cessé de battre.

### Épisode 12:Ça s'est bien passé
- Diedrich Bader
- Lake Bell
- Adam Conover
- Raúl Esparza
- Kimiko Glenn
- Carla Hall
- Abbi Jacobson
- Phil LaMarr
- Margo Martindale
- Keith Olbermann
- Kristen Schaal
- Constance Zimmer

Bo se souvient du jour où il a demandé à Sarah de jouer dans sa nouvelle série pour la sauver, se faisant rejeter en fin de compte, Sarah étant trop occupée par sa carrière de chanteuse.
Pendant que les médias font leurs titres sur la mort de Sarah Lynn, Margo file sur l’océan à bord du bateau qu’elle a volé à Bo, et heurte un cargo, déversant une quantité astronomique de spaghettis qui menacent de s’écraser sur la ville océanique située non loin. Todd apprend le drame et tente de contacter Peanut, mais ce dernier est au cinéma et a coupé son téléphone. Peanut arrive cependant à temps pour donner à Todd sa quantité astronomique de passoires, que les chauffeuses strip-teaseuses apportent à l’océan, sauvant la ville au dernier moment.
Bo, lui, visionne les épisodes préférés de Sarah Lynn encore enfant dans Horsin' Around. Inquiète de ne pas avoir de nouvelles, Diane vient soutenir Bo dans son deuil. Celui-ci estime que son comportement envers Sarah Lynn a fini par la pousser dans la spirale de la drogue, et il se sent responsable de sa mort, estimant être dangereux pour son entourage. Diane le réconforte en lui avouant qu’elle aimait son émission, y trouvant une famille de substitution à la sienne. Pour essayer de se sauver, Bo reprend contact avec Ethan et lui annonce son intention d’aider et de financer son projet de série. Dubitatif, Ethan accepte l’aide.
Peanut célèbre son acte héroïque au restaurant. Il annonce reprendre sa carrière d’acteur en vendant ses parts dans la compagnie de Todd. Carolyn reprend ses mauvaises habitudes d’agent en critiquant la façon de négocier de Peanut. Ralph tente de calmer ses ardeurs mais Carolyn admet ne pas pouvoir rester inactive et compte reprendre un travail prochainement. Elle offre de mettre Diane en contact avec la sœur de son fiancé qui gère un site web féministe. Diane accepte. Carolyn se rend alors compte qu’elle s’est trompée de carrière et décide de devenir manager.
Sur le plateau de tournage, Bo se rend compte que malgré son envie de tourner une nouvelle série, il doit laisser la place principale à Ethan, à qui il donne quelques leçons de comédie. Diane sympathise avec la sœur de Stilton, avec qui elle partage beaucoup de points communs, notamment son aversion pour Hank Hippo. Elle accepte de travailler comme éditorialiste pour elle. Todd finalise la vente de sa compagnie et encaisse des millions.
Les répétitions du show se passent bien, mais Bo panique quand il se rend compte qu’il est en train de répéter avec la jeune actrice engagée pour le pilote le schéma destructeur qui a fini par tuer Sarah Lynn. BoJack ne le supporte pas et préfère s’enfuir pour ne plus nuire à quiconque.
Todd retrouve Emily et l’invite à manger avec lui. Emily veut savoir la vérité sur les vrais sentiments de Todd envers elle, le pensant homosexuel. Todd, gêné, lui avoue qu’il n’est ni gay, ni hétéro, mais asexuel. De plus, il perd l'argent obtenu en vendant son entreprise, en laissant par erreur sa fortune comme pourboire à une serveuse.
Peanut a la surprise de recevoir la visite de sa première femme qui lui offre d’entrer en politique en devenant gouverneur. Il se montre intéressé par l’offre. Carolyn a ouvert une nouvelle agence et ne veut plus avoir affaire avec BoJack. Elle refuse ainsi l’appel d’une jeune jument avec une marque au front similaire à celle de BoJack et qui veut contacter ce dernier.